# Sârbă

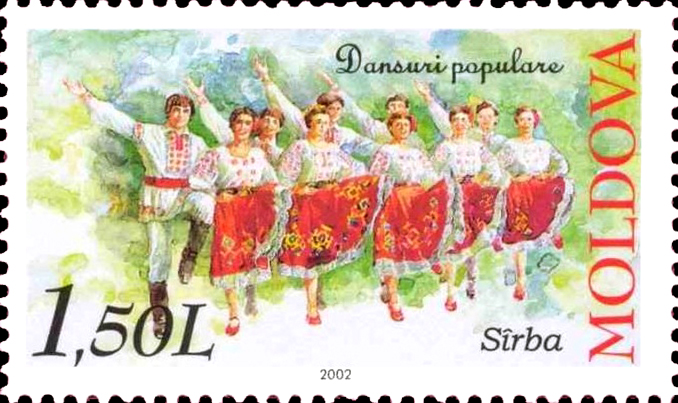
La sîrba, en un segell de Moldàvia

La sârba o sîrba (ortografia moldava) és una dansa popular romanesa que normalment es toca en 6/8 o 12/8 vegades. La paraula significa literalment "serbi". Es pot ballar en cercles, línies o formacions de parella. Va ser popular històricament no només a Romania, sinó també a Moldàvia, Sèrbia, Ucraïna, Hongria, muntanyencs polonesos (gorals) i jueus asquenazites. El ritme és trepidant i els triplets se solen destacar en la melodia. La sârba segueix sent popular en la música tradicional romanesa i de la música klezmer jueva. A Sèrbia, la versió d'aquest ball també existeix i es diu Vlaski (que vol dir "Valàquia").